# Graciela Rodo Boulanger

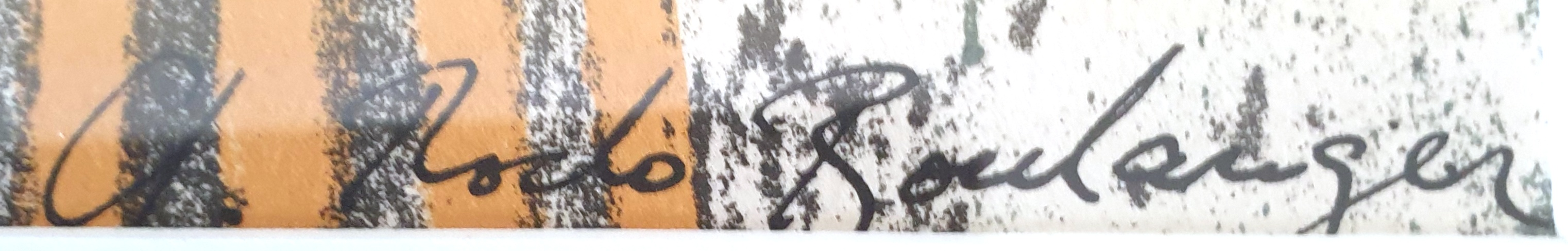
Signatur von Graciela Rodo Boulanger

Graciela Rodo Boulanger (* 16. Februar 1935 als Graciela Rodo in La Paz) ist eine bolivianische Malerin. Sie ist für ihre Werke mit stilisierten Kinderdarstellungen bekannt.

## Familie, Kindheit und Jugend
Graciela Rodos Eltern vermittelten ihrer heranwachsenden Tochter früh ein Verständnis für Kunst und Musik. Während ihr Vater, ein Geschäftsmann und Kunstkenner, sie mit zu Kunstausstellungen nahm, lernte sie Klavierspiel unter Anleitung ihrer Mutter, die eine talentierten Pianistin war. Schon im Alter von 15 Jahren zog sie nach Santiago de Chile, wo sie zwei Jahre lang Kunst und Musik studierte und auch ein erstes Klavierkonzert gab. In den nächsten Jahren studierte sie in Wien, wo sie auch ihre erste eigene Ausstellung hatte, und in Buenos Aires. Erst dort entschied sie sich, der Malerei den Vorzug vor der Musik zu geben.
1961 zog sie nach Paris und studierte bei Johnny Friedlaender Radierung und Druckgrafik. Dort heiratete sie auch Claude Boulanger, einen Diplomaten, mit dem sie für eineinhalb Jahre in den Mittleren Osten ging. Das Paar bekam zwei Töchter, Karine und Sandra, bevor Claude 1979 verstarb. Karine Boulanger arbeitet heute ebenfalls als Künstlerin.

## Künstlerische Laufbahn
Ihre künstlerischen Ambitionen begannen sich 1966 zu erfüllen, als sie erste Ausgaben von Stichen veröffentlichte und erstmals in den USA ausstellte. Im Jahr 1979 beauftragte UNICEF sie als offizielle Künstlerin mit der Gestaltung des Posters für das Internationale Jahr des Kindes, und zwei ihrer Bildteppiche wurden im Saal der UN-Vollversammlung gezeigt. Das Museum of Modern Art of Latin America in Washington, D.C. zeigte 1983 eine Retrospektive ihres Werks. 1986 beauftragte sie die Metropolitan Opera in New York mit einem Poster zu Mozarts Zauberflöte, und ihre Bilder wurde in der Galerie des Lincoln Centers gezeigt. In 1993 wählte der Weltverband der Gesellschaften für die Vereinten Nationen eines ihrer Ölbilder als Motiv zum Thema Artenschutz, u. a. für eine Briefmarke. Eine weitere Retrospektive unter dem Titel Five Decades zeigte die Gallery 444 in San Francisco im Jahr 2006. Insgesamt war die Künstlerin mit über 200 Ausstellungen auf allen fünf Kontinenten vertreten.

## Stil
Graciela Rodo Boulanger ist insbesondere bekannt für farbenfrohe, stilisierte Darstellungen von Kindern bei unbeschwerten Alltagsbeschäftigungen: mit Tieren spielen, tanzen, auf Bäume klettern, musizieren oder tagträumen. Die Motive gehen von geometrischen Formen aus; typisch sind Figuren mit großen, runden Köpfen, eckigen Hüten und großgemusterter Kleidung. Ihre Werke umfassen Ölgemälde, Lithographien, Radierungen, Collagen und Stiche.